# فردریک لیونبرگ
 فردریک لیونبرگ (سوئدی: Fredrik Ljungberg؛ زادهٔ ۱۶ آوریل ۱۹۷۷) یک بازیکن فوتبال اهل سوئد است.

## تیم ملی
وی همچنین در تیم ملی فوتبال سوئد بازی کرده‌است.